# Cantó de Nouvion
El cantó de Nouvion és un cantó francès del departament del Somme, situat al districte d'Abbeville. Té 17 municipis i el cap és Nouvion.

## Municipis

- Agenvillers
- Buigny-Saint-Maclou
- Canchy
- Domvast
- Forest-l'Abbaye
- Forest-Montiers
- Gapennes
- Hautvillers-Ouville
- Lamotte-Buleux
- Millencourt-en-Ponthieu
- Neuilly-l'Hôpital
- Nouvion
- Noyelles-sur-Mer
- Ponthoile
- Port-le-Grand
- Sailly-Flibeaucourt
- Le Titre

## Història
| Data d'elecció                           | Identitat           | Partit                              | Qualitat |
| ---------------------------------------- | ------------------- | ----------------------------------- | -------- |
| 1945-1959                                | Albert Fourcy       | SFIO                                |          |
| 1959-1994                                | Ernest Lécuyer      | SFIO, després MDSF, després UDF-PSD |          |
| 1994-2008                                | Philippe Beauvisage | Divers droite                       |          |
| 2008-                                    | Jean-Claude Buisine | PS                                  |          |
| les dades anteriors no són pas conegudes |                     |                                     |          |
|                                          |                     |                                     |          |

## Demografia
| A partir de 1990: Població sense dobles comptes |